# لوتز لونغ
لوتز لونغ (بالإنجليزية: Luz Long)‏ (و. 1914 – 1943 م) هو منافس ألعاب قوى، ومحامي، من ألمانيا، ولد في لايبزيغ، شارك في الألعاب الأولمبية الصيفية 1936، توفي في أكاتي، عن عمر يناهز 29 عاماً.

## التعليم
تعلم في جامعة لايبتزغ.

## روابط خارجية
- لوتز لونغ على موقع الاتحاد الدولي لألعاب القوى (الإنجليزية)
- لوتز لونغ على موقع اللجنة الأولمبية الدولية (الإنجليزية)
- لوتز لونغ على موقع أوليمبيديا (الإنجليزية)